# الزراعة في أستراليا

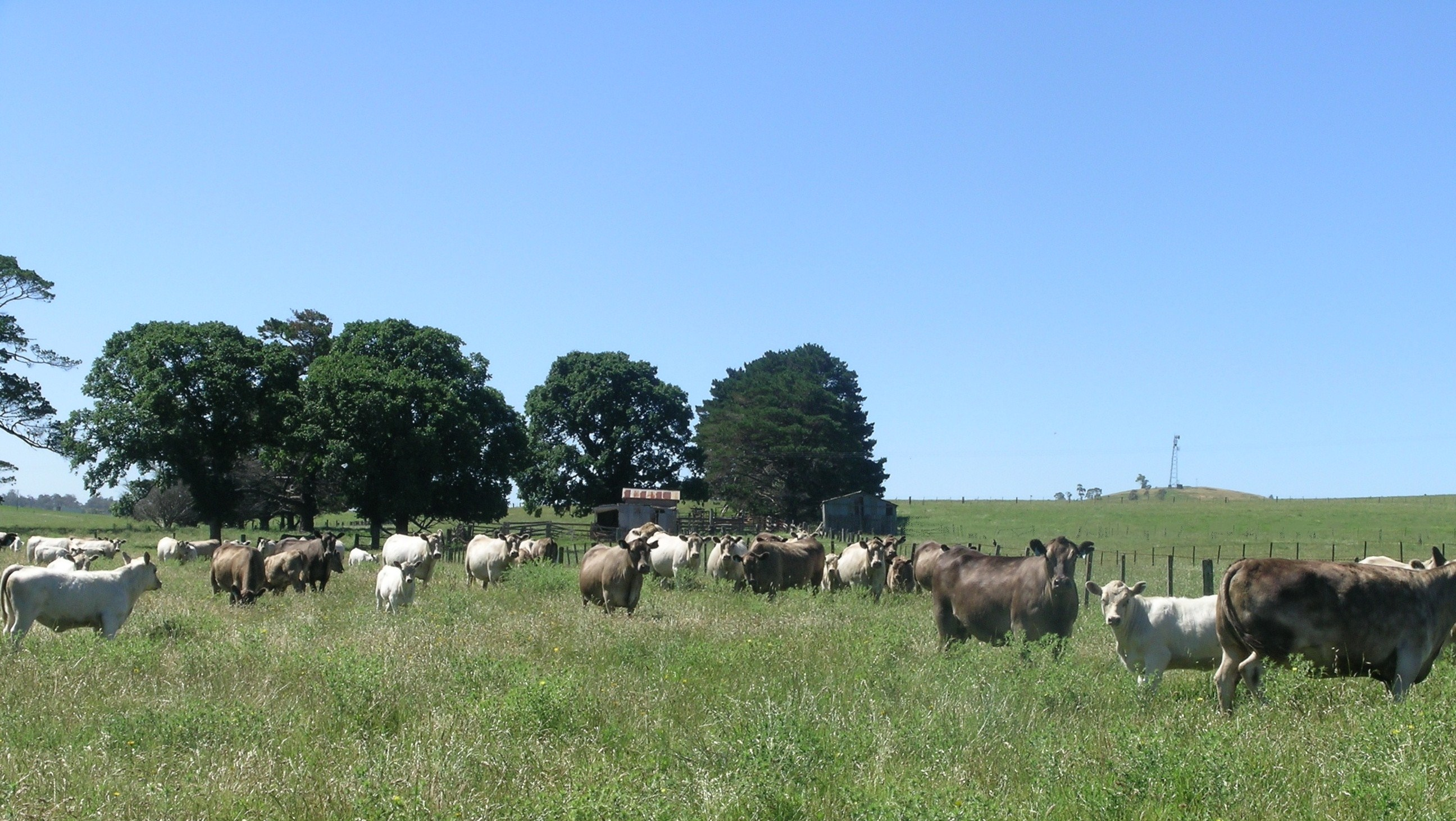

تعتبر استراليا من أهم الدول المنتجة والمصدرة، ويعمل فيها 325,300 شخص في الزراعة والغابات وصيد السمك في إحصائية جرت في فبراير من عام 2015. تحقق الزراعة والقطاعات المتعلقة بها ارتباطًا وثيقًا دخلًا قيمته 155 مليار دولار سنويًا بحصة تبلغ 12% من الدخل المحلي الإجمالي. يمتلك المزارعون ومربو الأبقار 135,997 مزرعة تغطي 61% من مساحة اليابسة في أستراليا. تعود ملكية ما يقارب 64% من المزارع في جميع أنحاء أستراليا إلى الدولة، بينما ما زال 23% منها مملوكة من قبل جماعات أو قبائل السكان الأصليين. يوجد في البلاد مزيج من الزراعة المروية وزراعة الأراضي الجافة. تتصدر أستراليا العالم بالزراعة العضوية بمساحة تبلغ 35 مليون هكتار من المزارع العضوية الموثقة والتي تمثل 8.8% من مساحة الأراضي الزراعية في أستراليا، وتحوي أستراليا الآن أكثر من 51% من مساحة المزارع العضوية المعتمدة في العالم. تنبأت هيئة البحوث الأسترالية (CSIRO)، وهي الوكالة الحكومية الفدرالية للبحث العلمي في أستراليا، بأن تغير المناخ سيتسبب في انخفاض هطول الأمطار في معظم أنحاء أستراليا وأن هذا سوف يؤدي إلى تفاقم التحديات القائمة المتمثلة بإتاحة المياه ونوعية الزراعة.
توجد ثلاث مناطق رئيسية هي: منطقة الهطول المطري المرتفع في تاسمانيا والمنطقة الساحلية الضيقة (التي تستخدم بشكل رئيسي لإنتاج الحليب ولحوم الأبقار)؛ ومنطقة القمح وتربية الأغنام (يُزرع فيها بشكل رئيسي المحاصيل الشتوية وتُربى الأغنام فيها للحصول على الصوف ولحم الضأن بالإضافة إلى تربية أبقار اللحم)، والمنطقة الرعوية (التي تتميز بانخفاض هطول الأمطار، وتربتها منخفضة الخصوبة، والأنشطة الرعوية واسعة النطاق التي تشمل رعي أبقار اللحم والأغنام).

## المنتجات الزراعية الرئيسية
تنتج أستراليا مجموعة كبيرة ومتنوعة من المنتجات الأولية للتصدير والاستهلاك المحلي.

### المحاصيل
تُنتَج الحبوب والبذور الزيتية والبقوليات في أستراليا على نطاق واسع للاستهلاك البشري وعلفًا للحيوانات. القمح هو محصول الحبوب الأكبر من حيث المساحة والقيمة بالنسبة للاقتصاد الأسترالي. يُعتبر قصب السكر، الذي يُزرع في أستراليا الاستوائية من المحاصيل المهمة أيضًا، ومع ذلك، تكافح الصناعة غير المدعومة -التي هي رغم ذلك أقل تكلفة مما هي عليه في دول أوروبا وأمريكا التي تدعم تلك الصناعة بشدة- من أجل التنافس مع صناعة قصب السكر البرازيلية الضخمة والأكثر فعالية.

### البساتين
تُنتج أستراليا مجموعة كبيرة من الفواكه والمكسرات والخضروات. تشمل الزراعات الأكثر انتاجًا (الأكثر من 300 ألف طن) البرتقال والتفاح والموز والكستناء والبطاطا والجزر والطماطم.
تتضمن الفواكه الاستوائية الموز والمنغا والأناناس التي تزرع بشكل رئيسي في ولاية كوينزلاند والإقليم الشمالي.
أستراليا هي أحد البلدان القليلة التي تنتج الأفيون المشروع للاستخدامات الدوائية، وتتركز زراعته في تسمانيا وتخضع لضوابط صارمة.
وفرت زراعة البساتين تقليديًا للأستراليين جميع احتياجاتهم من الفواكه والخضروات الطازجة، مع حركة تصدير أقل. ومع ذلك، هددت مراقبة الحدود المتراخية وزيادة حركة الواردات الزراعة المحلية. أظهرت أبحاث المستهلكين مرارًا وتكرارًا أن الأستراليين يفضلون المنتجات المحلية. ومع ذلك، لا تكون عادة موسومة بملصق يدل على بلد المنشأ بشكل فعال وكثيرًا ما يفترض المستهلكون أن جميع الخضروات والفواكه الطازجة هي أسترالية المنشأ.
أعلنت شركة ماكدونالدز أستراليا المحدودة في عام 2005 أن تسمانيا لن تكون مصدر جميع البطاطا لديها المخصصة لإعداد البطاطا المقلية، وأنها أبرمت صفقة مع المزودين في نيوزيلندا. في وقت لاحق، أطلقت شركة مزارعي الخضروات والبطاطا المحدودة حملة سياسية تدعو فيها إلى سياسة الحماية. تضمنت هذه الحملة قافلة جرارات انطلقت من تسمانيا إلى البر الرئيسي لأستراليا (بواسطة العَبّارة) ومن ثم رحلة على الطريق في جميع أنحاء البلاد عبر فيكتوريا ونيو ساوث ويلز لتنهي رحلتها في العاصمة الوطنية كانبيرا.

### زراعة كروم العنب
تمتلك أستراليا صناعة كبيرة، وتجاوزت قيمة صادرات النبيذ 2.3 مليار دولار أسترالي بين عامي 2002 و2003. تشمل مناطق صناعة النبيذ منطقة وادي باروسا في جنوب أستراليا، ومنطقة سانرايسيا في فيكتوريا، ومنطقة نهر مارغريت في أستراليا الغربية ومنطقة وادي هانتر في نيو ساوث ويلز. أصناف عنب النبيذ الرئيسية التي تُزرع في أستراليا (تبعًا للمنطقة في عامي 2001 و2002) هي شاردونيه وشيراز وكابيرنيه ساوفينون. على الرغم من أن صناعة النبيذ الأسترالية كانت تتمتع بفترة نمو طويلة في تسعينيات القرن الماضي، إلا أن الافراط في الزراعة والإفراط في العرض أدى إلى انخفاض كبير في أسعار النبيذ، وهذا ما أجبر بعض صانعي النبيذ وبشكل خاص المتعاقدين مع شركات إنتاج النبيذ الكبيرة على التوقف عن العمل. هنالك غموض حول مستقبل بعض منتجي النبيذ الأسترالي الآن.

### المنتجات الحيوانية

#### إنتاج لحوم الأبقار
يعد إنتاج لحوم الأبقار النشاط الزراعي الأكبر في أستراليا، وتعد ثاني أكبر مصدر للحم الأبقار في العالم بعد البرازيل. تُربى الأبقار في جميع ولايات وأقاليم أستراليا وفي مجموعة واسعة من المناخات. تربية الأبقار هي النشاط الزراعي الرئيسي الذي يغطي مساحة تتجاوز 200 مليون هكتار. يعتمد إنتاج لحم الأبقار في أستراليا على أسواق التصدير، وتصدر أكثر من 60% من إنتاج لحوم الأبقار الأسترالي، بشكل رئيسي إلى الولايات المتحدة وكوريا واليابان. أصبح لإنتاج لحوم الأبقار في أستراليا الأفضلية بعد اكتشاف مرض جنون البقر في كندا واليابان والولايات والمتحدة، في حين كانت أستراليا خالية من المرض.
خلافًا لأنظمة التربية في مناطق أخرى من العالم، تُربى الأبقار في المراعي التي تعتبر المصدر الرئيسي للتغذية. تربى قطعان أبقار اللحم عادةً في جنوب أستراليا (نيو ساوث ويلز وفيكتوريا وتسمانيا وجنوب غرب أستراليا وغرب أستراليا) في ملكيات صغيرة وتكون جزءًا من عمليات الزراعة أو الرعي المختلطة، ولكن تتخصص بعض الملكيات في تربية الأبقار. تُربى العجول الجنوبية عادةً في المراعي وتُباع عجولًا صغيرة أو بعمر سنة أو عجول مخصية بعمر سنتين أو أكثر. يُستخدَم التلقيح الاصطناعي ونقل الأجنة بشكل أكثر شيوعًا في تربية قطعان الثيران في أستراليا، ويستخدم أيضًا مع قطعان الحيوانات الأخرى.
تُربى الأبقار في توب إند والمناطق شبه المدارية والمناطق الداخلية القاحلة في المراعي الطبيعية في محطات تربية الأبقار الموسعة. محطة آنا كريك في جنوب أستراليا هي أكبر محطات تربية الأبقار العاملة. تُعد شركة شمال أستراليا الرعوية المملوكة المحدودة (NAPCO) الآن أحد أكبر منتجي أبقار اللحم في أستراليا، ويبلغ تعداد قطيع الأبقار لديها 180,000 رأس، ويتبع لها 14 محطة تربية الأبقار في كوينزلاند والإقليم الشمالي. تدير الشركة الأسترالية الزراعية (AA Co) قطيع الأبقار يزيد تعداده عن 585,000 رأس. تمتلك شركة لحوم هيتسبيري المملوكة المحدودة أكثر من 200,000 رأس من الأبقار متوزعة على ثماني محطات تمتد في مناطق كيمبرلي الشرقية ونهر فيكتوريا وسهول باركلي شمال أستراليا. تصدر معظم الأبقار من هذه المناطق على شكل لحوم مصنَّعة أو حيوانات حية لا يتجاوز وزنها 350 كيلوغرام إلى جنوب شرق آسيا لتسمينها هناك في مزارع التسمين.